# Kendra Zanotto
Kendra Zanotto (Los Gatos, 30 oktober 1981) is een voormalig Amerikaans synchroonzwemster, thans zwemcoach.

## Carrière
Zanotto won haar eerste internationale medaille met het Amerikaanse synchroonzwemteam op de Pan-Amerikaanse Spelen van 2003 in Santo Domingo en won goud. Het team liet daarmee Canada en Brazilië achter zich, die respectievelijk tweede en derde werden.
Datzelfde jaar won Zanotto nog twee medailles met het Amerikaanse team op het Wereldkampioenschap zwemmen in 2003 in Barcelona. Het team won brons in de team- en zilver in de gecombineerde competitie.
Op de Olympische Spelen van 2004 in Athene maakte Zanotto ook deel uit van de Amerikaanse ploeg in de teamcompetitie. Het Amerikaanse team, met daarin Zanotto, Anna Kozlova, Tamara Crow, Erin Dobratz, Rebecca Jasontek, Alison Bartosik, Lauren McFall, Stephanie Nesbitt en Sara Lowe, behaalde brons. Het team scoorde 97.667 punten, precies één punt minder dan het als tweede geëindigde Japanse team en twee punten minder dan winnaar Rusland. Na de Olympische Spelen van 2004 ging Zanotto aan de slag als zwemcoach in Palo Alto.